# Pierre Salvadori
Pierre Salvadori (nascut a Tunísia el 8 de novembre de 1964) és un actor, director i guionista francès.

## Biografia
Va néixer a Tunísia de pares corsos, originaris de Santo-Pietro-di-Venaco i Quenza, Als cinc anys es va traslladar a París. Va fer classes de cinema i també de teatre.
El 1989, després d'una estada al cafè-teatre, va escriure un guió de pel·lícula que es convertiria el 1993 Cible émouvante. El 1992 va dirigir el seu primer curtmetratge, Ménage. El 2004 va interpretar a un director de cinema a Tu vas rire mais je te quitte de Philippe Harel.
El 2018 va ser membre del jurat del Festival de Cinema Americà de Deauville.

## Filmografia

### Director
Llargmetratges
- 1993 : Cible émouvante
- 1995 : Els aprenents
- 1998 : … Comme elle respire
- 2000 : Les Marchands de sable
- 2003 : Après vous
- 2006 : Un engany de luxe
- 2010 : Una dolça mentida
- 2014 : En un pati de París
- 2018 : En liberté !
- 2022 : La Petite Bande[3]

Curtmetratges
- 1992 : Ménage
- 1996 : L'@mour est à réinventer (minisèrie, segment Un moment)

Televisió
- 2000 : Le Détour (téléfilm)
- 2021 : En thérapie,[4] episodis Camille (sèrie de televisió)

### Guionista
Pierre Salvadori est scénariste de tous ses films.
- 1998 : La Femme du cosmonaute de Jacques Monnet
- 2002 : Francisca d'Eva López Sánchez
- 2010 : Petits meurtres à l'anglaise de Jonathan Lynn
- 2011 : Itinéraire bis de Jean-Luc Perréard
- 2013 : Nautanki Saala! de Rohan Sippy

### Actor
- 1994 : L'histoire du garçon qui voulait qu'on l'embrasse de Philippe Harel : Walter
- 1997 : La Femme défendue de Philippe Harel :
- 1998 : La Femme du cosmonaute de Jacques Monnet : Lladre
- 1998 : ...Comme elle respire de lui-même : le moter accidentat
- 2004 : Tu vas rire mais je te quitte de Philippe Harel : Le metteur en scène n°2
- 2015 : Max et Lenny de Fred Nicolas : Le flic
- 2016 : Planetarium de Rebecca Zlotowski : André Servier
- 2018 : Un amour impossible de Catherine Corsini : el metge

## Distincions

### Premis
- Festival de Clermont-Ferrand 1993 : Menció especial del jurat per Ménage
- Festival Internacional de Cinema d'Abitibi-Témiscamingue 1993: Premi Télébec per Ménage
- Festival de Cinema de Cabourg 2014 : Swann d’Or al millor director per Dans la cour
- 71è Festival Internacional de Cinema de Canes : Premi SACD secció Quinzena de Cineastes per En liberté !
- Lumières 2019 : Lumière al millor guió compartit amb Benjamin Charbit i Benoît Graffin per En liberté !

### Nominacions
- César 1994 : César a la millor primera pel·lícula per Cible émouvante
- César 2019 : César a la millor pel·lícula, César al millor director i César al millor guió original per En liberté ![5]